# Таллинская митрополия
Та́ллинская митропо́лия (эст. Tallinna peapiiskopkond) — епархия автономной Эстонской апостольской православной церкви в составе Константинопольского патриархата с центром в городе Таллине в Эстонии.

## История
Была учреждена на основании Томоса (Грамоты) Патриарха Константинпольского Мелетия IV от 7 июля 1923 года, принявшего Эстонскую православную церковь в свою юрисдикцию на правах автономии как Эстонскую православную митрополию — в ответ на обращение Собора Эстонской церкви от 23 сентября 1922 года о предоставлении автокефалии. Епископу Александру (Паулусу), первоиерарху Эстонии, был пожалован титул митрополита Таллинского и всей Эстонии. В сентябре 1924 года митрополия была разделена на две епархии — Таллинскую и Нарвскую.
Таллинская митрополия Константинопольского патриархата была восстановлена 22 февраля 1994 года решением Синода Константинопольской православной церкви и временно управлялась архиепископом Карельским Иоанном (Ринне).
С 13 марта 1999 года епархией управляет митрополит Таллинский Стефан (Хараламбидис).
26 апреля 2015 года викарием Таллинской митрополии был избран архимандрит Макарий (Гриниезакис).

## Приходы
- Кафедральный собор Симеона и Анны

Ahtri 7/Paadi 2, 10151 Tallinn • Моб.: +372 552 2265
Настоятель: Протоиерей Матфий (Мадис) Палли
Иерей Afrat (Ergo) Laas
Архидиакон Иустин (Ильмар) Кивилоо
- Храм Вознесения Господня в Ангерья

Viljandi mnt. 2, Kohila vald, 79801 Raplamaa, • Tel 4832406
Протоиерей Матфий (Мадис) Палли, • Моб.:(+372) 552 2265
- Храм равноапостольной Марии Магдалины в Хаапсалу

Linda 2, 90502 Haapsalu, • Тел.: (+372) 473 7211
Иерей Георгий (Юри) Ильвес, • Моб.: (+372) 5301 5251
- Храм Рождества Пресвятой Богородицы в Хийумаа

Kuriste küla, Käina vald, 92102 Hiiumaa
Иерей Aabraham (Avo) Tölpt, • Моб.: (+372) 509 0251
- Храм святого Николая в Курессааре

Lossi 8, 93816 Kuressaare, • Тел.: (+372) 453 3663; 5660 6703
иерей Andreas (Kaupo) Põld
- Храм святителя Алексия в Каркси-Нуйа

Pärnu mnt 16, Karksi-Nuia, 69102 Viljandimaa
Настоятель: Иерей Михаил (Маргус) Райссар, • Моб.: (+372) 5332 9714

## Управляющие
1. Александр (Паулус) (7 июля 1923 — 31 мая 1941)
2. Иоанн (Ринне) (22 февраля 1994 — 13 марта 1999) в/у, архиепископ Карельский
3. Стефан (Хараламбидис) (с 13 марта 1999)

викарии
1. Дамаскин (Олкинуора), епископ Хаапсалуский (c 12 января 2025)